# Seznam medailistů na mistrovství Evropy – výška
Toto je kompletní seznam medailistů ve skoku do výšky na mistrovství Evropy v atletice mužů od roku 1934 do současnosti.

## Muži
| Rok  | Místo     | Zlato                            | Výkon vítěze                     | Stříbro                          | Bronz                            |
| ---- | --------- | -------------------------------- | -------------------------------- | -------------------------------- | -------------------------------- |
| 1934 | Turín     | Kalevi Kotkas                    | 200                              | Birger Halvorsen                 | Veikko Peräsalo                  |
| 1938 | Paříž     | Kurt Lundqvist                   | 197                              | Kalevi Kotkas                    | Lauri Kalima                     |
| 1946 | Oslo      | Anton Bolinder                   | 199                              | Alan Paterson                    | Nils Nicklen                     |
| 1950 | Brusel    | Alan Paterson                    | 196                              | Arne Åhman                       | Claude Bénard                    |
| 1954 | Bern      | Bengt Nilsson                    | 202                              | Jiří Lanský                      | Jaroslav Kovář                   |
| 1958 | Stockholm | Richard Dahl                     | 212                              | Jiří Lanský                      | Stig Pettersson                  |
| 1962 | Bělehrad  | Valerij Brumel                   | 221                              | Stig Pettersson                  | Robert Šavlakadze                |
| 1966 | Budapešť  | Jacques Madubost                 | 212                              | Robert Sainte-Rose               | Valerij Skvorcov                 |
| 1969 | Athény    | Valentin Gavrilov                | 217                              | Reijo Vähälä                     | Erminio Azzaro                   |
| 1971 | Helsinky  | Kęstutis Šapka                   | 220                              | Csaba Dosa                       | Rustam Achmetov                  |
| 1974 | Řím       | Jesper Tørring                   | 225                              | Kęstutis Šapka                   | Vladimír Malý                    |
| 1978 | Praha     | Vladimir Jaščenko                | 230                              | Alexandr Grigorjev               | Rolf Beilschmidt                 |
| 1982 | Athény    | Dietmar Mögenburg                | 230                              | Janusz Trzepizur                 | Gerd Nagel                       |
| 1986 | Stuttgart | Igor Paklin                      | 234                              | Sergej Malčenko                  | Carlo Thränhardt                 |
| 1990 | Split     | Dragutin Topić                   | 234                              | Alexej Jemelin                   | Georgi Dakov                     |
| 1994 | Helsinky  | Steinar Hoen                     | 235                              | Artur Partyka Steve Smith        | neudělena                        |
| 1998 | Budapešť  | Artur Partyka                    | 234                              | Dalton Grant                     | Sergej Kljugin                   |
| 2002 | Mnichov   | Jaroslav Rybakov                 | 231                              | Stefan Holm                      | Staffan Strand                   |
| 2006 | Göteborg  | Andrej Silnov                    | 236                              | Tomáš Janků                      | Stefan Holm                      |
| 2010 | Barcelona | Alexandr Šustov                  | 233                              | Ivan Uchov                       | Martyn Bernard                   |
| 2012 | Helsinky  | Robert Grabarz                   | 231                              | Raivydas Stanys                  | Mickaël Hanany                   |
| 2014 | Curych    | Bohdan Bondarenko                | 235                              | Andrij Procenko                  | Jaroslav Bába                    |
| 2016 | Amsterdam | Gianmarco Tamberi                | 232                              | Robert Grabarz                   | Chris Baker Eike Onnen           |
| 2018 | Berlín    | Mateusz Przybylko                | 235                              | Maksim Niedasiekau               | Ilja Ivaňuk                      |
| 2020 | Paříž     | zrušeno kvůli pandemii covidu-19 | zrušeno kvůli pandemii covidu-19 | zrušeno kvůli pandemii covidu-19 | zrušeno kvůli pandemii covidu-19 |
| 2022 | Mnichov   | Gianmarco Tamberi                | 230                              | Tobias Potye                     | Andrij Procenko                  |
| 2024 | Řím       | Gianmarco Tamberi                | 237 RM                           | Vladyslav Lavskyj                | Oleh Doroščuk                    |

## Ženy
| Rok  | Místo     | Zlato                            | Výkon vítěze                     | Stříbro                               | Bronz                                           |
| ---- | --------- | -------------------------------- | -------------------------------- | ------------------------------------- | ----------------------------------------------- |
| 1938 | Vídeň     | Ibolya Csáková                   | 164                              | Nelly van Balen                       | Fedora Solms                                    |
| 1946 | Oslo      | Anne-Marie Colchenová            | 160                              | Alexandra Čudinová                    | Anne Iversenová                                 |
| 1950 | Brusel    | Sheila Alexanderová              | 163                              | Dorothy Tylerová                      | Galina Ganekerová                               |
| 1954 | Bern      | Thelma Hopkinsová                | 167                              | Jolanda Balașová                      | Olga Modrachová                                 |
| 1958 | Stockholm | Jolanda Balașová                 | 177                              | Taisija Čenčiková                     | Dorothy Shirleyová                              |
| 1962 | Bělehrad  | Jolanda Balașová                 | 183                              | Olga Gereová                          | Linda Knowlesová                                |
| 1966 | Budapešť  | Taisija Čenčiková                | 175                              | Ljudmila Komlevová                    | Jaroslawa Bieda                                 |
| 1969 | Athény    | Miloslava Rezková                | 183                              | Antonina Lazarevová                   | Mária Mračnová                                  |
| 1971 | Helsinky  | Ilona Gusenbauerová              | 187                              | Barbara Inkpenová Cornelia Popescuová | neudělena                                       |
| 1974 | Řím       | Rosemarie Witschasová            | 195                              | Milada Karbanová                      | Sara Simeoniová                                 |
| 1978 | Praha     | Sara Simeoniová                  | 201                              | Rosemarie Ackermannová                | Brigitte Holzapfelová                           |
| 1982 | Athény    | Ulrike Meyfarthová               | 202                              | Tamara Bykovová                       | Sara Simeoniová                                 |
| 1986 | Stuttgart | Stefka Kostadinovová             | 200                              | Světlana Lesevová Olga Turčaková      | neudělena                                       |
| 1990 | Split     | Heike Henkelová                  | 199                              | Biljiana Petrovičová                  | Jelena Jelesinová                               |
| 1994 | Helsinky  | Britta Bilačová                  | 200                              | Jelena Guljajevová                    | Nelė Žilinskienė                                |
| 1998 | Budapešť  | Monica Iagărová                  | 197                              | Donata Jancewiczová                   | Alina Astafeiová                                |
| 2002 | Mnichov   | Kajsa Bergqvistová               | 198                              | Marina Kupcovová                      | Olga Kaliturinová                               |
| 2006 | Göteborg  | Tia Hellebautová                 | 203 RM                           | Venelina Venevová                     | Kajsa Bergqvistová                              |
| 2010 | Barcelona | Blanka Vlašičová                 | 203 RM                           | Emma Greenová                         | Ariane Friedrichová                             |
| 2012 | Helsinky  | Ruth Beitiaová                   | 197                              | Tonje Angelsenová                     | Emma Greenová Irina Gordějevová Olena Chološová |
| 2014 | Curych    | Ruth Beitiaová                   | 201                              | Marija Kučinová                       | Ana Šimičová                                    |
| 2016 | Amsterdam | Ruth Beitiaová                   | 198                              | Mirela Demirevová Airinė Palšytė      | neudělena                                       |
| 2018 | Berlín    | Marija Lasickeneová              | 200                              | Mirela Demirevová                     | Marie-Laurence Jungfleisch                      |
| 2020 | Paříž     | zrušeno kvůli pandemii covidu-19 | zrušeno kvůli pandemii covidu-19 | zrušeno kvůli pandemii covidu-19      | zrušeno kvůli pandemii covidu-19                |
| 2022 | Mnichov   | Jaroslava Mahučichová            | 195                              | Marija Vukovićová                     | Angelina Topićová                               |
| 2024 | Řím       | Jaroslava Mahučichová            | 201                              | Angelina Topićová                     | Irina Geraščenková                              |